# Eferocytoza
Eferocytoza – proces, w którym apoptyczne lub nekrotyczne komórki usuwane są przez fagocyty. Proces ten bywa nazywany „grzebaniem” martwych lub umierających komórek.

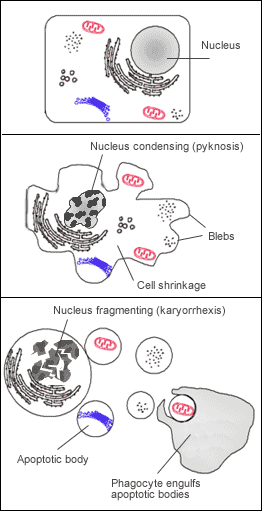
Apoptoza i eferocytoza

Podczas eferocytozy błona komórkowa fagocytów otacza komórkę apoptotyczną tworząc analogiczną do fagosomu wakuolę (eferosom). Proces ten jest podobny do pinocytozy. W wyniku eferocytozy martwe komórki usuwane są zanim ich błona komórkowa zostanie zniszczona; zapobiega to rozprzestrzenianiu się do otoczenia enzymów, oksydantów i takich substancji jak proteazy i kaspazy.
Eferocytoza doknywana jest przez makrofagi lub komórki dendrytyczne a także przez komórki nabłonka i fibroblasty.
Eferocytoza może wywoływać efekty przeciwzapalne i pobudzające wzrost, natomiast zaburzenia eferocytozy mogą skutkować wystąpieniem chorób autoimmunologicznych i uszkodzeniem tkanek. Wykazano, że niewłaściwa eferocytoza występowała w takich schorzeniach jak mukowiscydoza, rozstrzenie oskrzeli, przewlekła obturacyjna choroba płuc, astma oskrzelowa, reumatoidalne zapalenie stawów, toczeń rumieniowaty układowy, kłębuszkowe zapalenie nerek i miażdżyca.